# Madre Cristina
Célia Sodré Dória, na vida religiosa Madre Cristina, (Jaboticabal, 7 de outubro de 1916 — São Paulo, 26 de novembro de 1997) foi uma religiosa católica brasileira, cônega da congregação de Santo Agostinho, educadora, psicóloga, fundadora e diretora do Instituto Sedes Sapientiae (em latim, sede de sabedoria). Teve participação ativa na resistência ao regime militar, na campanha da anistia política e na organização de movimentos sociais.

## Biografia

### Infância
Influenciada pelo pai, um advogado com formação católica e militante na política, Célia desde tenra idade demonstrou interesse por política e preocupação com as desigualdades sociais, o que, na época, causava estranheza, pois as mulheres nem sequer tinham o direito de votar.
Com 10 anos, veio para São Paulo  como aluna interna no Des Oiseaux — a escola para meninas mais refinada na época. Depois voltou para Jaboticabal para concluir o curso secundário. Retornou a São Paulo estudar pedagogia e filosofia na faculdade Sedes Sapientiae, que tinha sido criada pelas mesmas irmãs que dirigiam o Des Oiseaux, as cônegas de Santo Agostinho.
No término do curso, decidiu seguir a vida religiosa, adotando o nome Cristina (por associação a Cristo). Depois de uma tentativa frustrada de trabalhar com crianças - não conseguia lhes impor disciplina nos moldes rígidos da época - passou a lecionar para jovens e adultos.

### Os anos '50
Optou pela vida religiosa por achar que as pessoas casadas não têm condições de levar uma vida totalmente dedicada às questões sociais. Na sua opinião, Cristo foi um revolucionário, que se encarnou para construir a Terra. Para ela a Igreja ou é revolucionária ou não é cristã.
Em 1954, doutorou-se em psicologia pela Pontifícia Universidade Católica de São Paulo e, no mesmo ano, foi aprovada em concurso para preenchimento de uma cátedra na mesma faculdade. No ano seguinte, para se aprofundar nas idéias de Freud, cuja obra completa havia lido, foi estudar em Paris, onde fez especialização em psicanálise na Sorbonne.
Em 1958, de volta ao Brasil, com ideais de transformação social e política, ajudou a reorganizar a Juventude Universitária Católica (JUC),  que passou a ter uma atuação mais incisiva na área política..A JUC em seguida uniu-se ao movimento de estudantes mineiros liderados pelo sociólogo Herbert de Souza, formando o chamado Grupão, berço da Ação Popular que, para desgosto de Madre Cristina, passou a defender um socialismo orientado do exterior.
Foi Madre Cristina que lançou  a candidatura vitoriosa de José Serra, então estudante de engenharia, para a presidência da União Nacional dos Estudantes (UNE). Apesar da militância política, não deixou de trabalhar como psicoterapeuta e professora, tendo sido pioneiro no Brasil seu trabalho na áreas do psicodrama e da psicoterapia de grupo. Nesse período, foi grande sua produção científica, entre livros, artigos em revistas especializadas e conferências por todo o país. 
Formou em sua clínica uma equipe de psicanalistas, entre os primeiros do país. Fazia questão, contudo, de atender pessoalmente aos pacientes mais pobres.

### Os anos '70
Na fase mais dura do regime militar, transformou parte de sua clínica na capital paulista em alojamentos para abrigar perseguidos políticos. No mesmo local, passou a funcionar de fato a sede da UNE, pois ali despachava regularmente José Serra, também procurado pelos órgãos de repressão. Com isso, entrou na mira, não só da polícia política, como era previsível, mas também de setores conservadores da Igreja.
No governo Médici (1969-1974), vários presos políticos  foram torturados para confessar alguma ligação de Madre Cristina com suas organizações clandestinas. Mas a freira comunista, como era chamada pelos defensores do regime, nunca chegou a ser presa ou sofrer alguma represália mais séria, apesar das constantes ameaças de morte que recebia.
Em 1977, fundou o Instituto Sedes Sapientiae, no bairro paulistano de Perdizes, que  oferece cursos de especialização nas áreas de pedagogia, psicologia e filosofia, mas é principalmente uma instituição aberta para a discussão dos temas ligados à desigualdade social, com a participação ativa de movimentos como os que congregam os sem-terra e os defensores das causas indígenas.
Foi no Instituto que começou, em 1978, o movimento pela anistia política, com a realização de um concorrido congresso. Ali também se realizou, a pedido do cardeal Dom Paulo Evaristo Arns, a maioria das investigações sobre os processos políticos realizados durante o período militar, que resultaram no livro Tortura, nunca mais, publicado em 1985.
Outra personalidade política influenciada pelas ideias de Madre Cristina é Marta Suplicy, que foi sua aluna. É de iniciativa de Marta, quando deputada federal, a criação de um prêmio com o nome da cônega para realizações na área dos direitos humanos.